# Святогор'є (район імені Лазо)
Святого́р'є (рос. Святогорье) — село у складі району імені Лазо Хабаровського краю, Росія. Адміністративний центр Святогорського сільського поселення.

## Населення
Населення — 769 осіб (2010; 783 у 2002).
Національний склад (станом на 2002 рік):
- росіяни — 89 %